# Kansas City (film)
Kansas City är en gangsterfilm från 1996 i regi av Robert Altman om 30-talets undre värld i Kansas City. Filmen visades på filmfestivalen i Cannes 1996.
Medverkar i filmen gör bland andra James Carter.